# Kaya (Burquina Fasso)
Kaya é uma cidade burquinense, capital da província de Sanmatenga, localizada a norte da capital Uagadugu. Em 2012, sua população era estimada em 66 851 habitantes.